# Intertekstualnost
Intertekstualnost je lastnost literature. Literarno delo oblikuje svoj pomen s pomočjo drugega literarnega dela (npr. Don Kihot se navezuje na vrsto viteških romanov in jih smešni, parodira). Hkrati je veda, ki se je oblikoval v interakciji literarne vede, semiotike, jezikoslovja, psihoanalize, matematike, logike in filozofije. Njen nastanek je tesno povezan z duhovnimi, znanstvenimi in umetnostno-estetskimi premiki v 20. stoletju (npr. prehod iz strukturalizma v poststrukturalizem, ki se je zgodil v istih letih).  V nadaljevanju se je najbolj intenzivno uvedla v literarni teoriji, literarni hermenevtiki in teoriji recepcije, njeni pristopi pa so se aplicirali še v besediloslovju, analizi diskurza, sociolingvistiki, stilistiki, besedilni kritiki, kulturologiji, sociologiji, politologiji, zgodovinopisju, folkloristiki, umetnosti, glasbeni in filmski vedi, estetiki itd. Kasnejše revizije teorij o intertekstualnosti opozarjajo, da njeno pojmovanje ni vedno enotno. Posledično je to pripeljalo do sledečih razmejitev:
Intertekstualnost: Označuje koncept obče intertekstualnosti, zlasti v njenem poststrukturalističnem okviru. Pod tem pojmom se zbirajo teorije, ki si delijo koncepte z začetno teorijo o intertekstualnosti. 
Medbesedilnost: Pomeni občo intertekstualnost, ki je rabljena kot opisna kategorija v okviru literarnovedne ali jezikoslovne problematike.
Citatnost: Posebna medbesedilnost, ki je v nekaterih literarnih pojavih opaznejša in semantično-strukturno relevantnejša kot v drugih.

## Izvor teorije
Julija Kristeva je l. 1965 prišla na študij v Pariz iz rodne Bolgarije. Študirala in raziskovala je v krogu vrhunskih imen, ki so veljala za konico napredka v literaturi in humanistiki (Barthes, Lévi-Strausse, Lacan). Ravno v tem času se je povečalo zanimanje za evropski in daljni Vzhod (to so bili časi študentskih gibanj, ki so iskala alternativo meščanski kulturi Zahoda). Na predlog svojega mentorja Barthesa je pripravila seminar o ruskih formalistih in sovjetskih strukturalistih. Za nalogo je bila več kot primerna, saj je do večino del lahko dostopala prek izvirnikov in jih kompetentno predstavila svojim kolegom. V svojem referatu se je osredotočila na vodilnega misleca izza železne zavese, Bahtina, ter povzela njegove misli skozi filter konceptov, ki so jih v tem času gojili pariški intelektualni krogi (teorija pisave, Derridajeva dekonstrukcija in lacanovska psihoanaliza). Njen seminar je bil sprejet z navdušenjem in sledile so razprave v revijah Critique, Nouvelle Critique, TelQuel in izdaje pri založbi Seuil, ki so osnovale koncepte s katerimi se je zgodil prehod iz strukturalizma v poststrukturalizem. Največ zaslug za odmevnost intertekstualnosti je imel Barthes z objavo ključnih del: Smrt avtorja (1968), S/Z (1970), Od dela do teksta (1971) in Užitek teksta (1973).
Vendar pa ne Kristeva ne Barthes nista speljala intertekstualnosti v okvire literarne vede, čeprav sta jo opisovala in uporabljala predvsem ob literarnih delih. To so storili njuni nasledniki, ki so njune uvide prilagodili drugačnim, zvečine tradicionalnejšim literarnovednim ali lingvističnim metodologijam. Takšno intertekstualnost, ki se omeji na področje literarne vede in postane metodološko izhodišče raziskav, imenujemo medbesedilnost.

## Medbesedilnost
Ožje razumevanje intertekstualnosti se je oblikovalo v 70. in 80. letih, ko je vstopila v akademske kroge (pred tem je intertekstualnost »obstajala« zunaj univerzitetnih institucij, celo v opoziciji z njimi) in so jo prilagoditi potrebam in metodam literarne teorije. Pretvoriti so jo poskušali v opisni termin, ki bi bil dovolj jasno opredeljen, da bi ga bilo mogoče uporabiti pri proučevanju konkretnih literarnih del. Za glavne predstavnike te smeri štejemo Michaela Riffaterra, Harolda Blooma, Jonathana Cullerja ter Charlesa Grivela.
Medbesedilnost še vedno ohranja idejo o zgodovinskosti (to pomeni, da je besedilo v dialogu s preteklimi besedili in se tako umešča v literarno tradicijo) in družbenosti besedila (besedilo zajema iz kolektivnega spomina, kulturne vednosti, družbenih predpostavk in stereotipov).

## Citatnost
Teorije citatnosti opredeljujejo citatnost kot namerno: avtor jo načrtuje in od bralca zahteva določeno književno zmožnost in šele z njo besedilo dobi pomen. Bralec, ki ima ustrezno književno zmožnost, lahko prek potez besedila sklepa, da ujemanje tega dela z njegovimi bralskimi spomini ni naključno, nenadzorovano, ampak da je avtor te učinke načrtoval in predvidel recepcijsko pot. To pa je tudi lastnost, ki ločuje citatnost od medbesedilnosti. Če je medbesedilnost še ohranjala družbenost besedila, pa jo je citatnost zanemarila in izpostavila idejo, da je literatura narejena iz literature.  Vendar pa njena teorija ni samo krnitev občega pojma in revizija predhodnih idej. Vedo je obogatila za celo vrsto pojmov: natančno je opisala načine, kako se intertekstualnost pojavlja in kako je markirana, kako potekajo postopki navezovanja in sklicevanja, vpisovanja in preoblikovanja tujega gradiva v novih strukturah, kako besedila med sabo interagirajo na pomenski, strukturni in funkcijski ravni itd.

## Postmodernistična citatnost
Citatnost je konec 60. let postala teoretično zaledje postmodernistične metafikcijske literature in danes velja za eno izmed bistvenih značilnosti postmodernistične umetnosti. Kakšna je torej razlika postmodernistične medbesedilnosti od medbesedilnosti prejšnjih obdobij? Literatura postane avtoreferencialna; če so prejšnja umetnostna obdobja svoja dela gradila z opisovanjem zunanje resničnosti ali pa človekove notranjosti (čustev in toka zavesti), postmodernizem »opisuje« literaturo – njena snov ni več zunanja stvarnost ali zavest, ampak literatura sama. Že leta 1967 je John Barth v Literaturi izčrpanosti napovedal, da bo v postmodernem obdobju ustvarjalnost mogoča samo v obliki sofisticiranih iger s tradicijo (citati, aluzije, travestiranje, plagiiranje in parodiranje).

## Kazalke citatnosti[1]
Avtor za opozarjanje vezi s predlogami uporablja določena sredstva – kazalke. To so jezikovni ali parajezikovni znaki, ki na konvencionalen način opozarjajo na medbesedilno sestavo literarnega dela. Najdemo jih v samem besedilu (besedilne kazalke) ali na njegovem obrobju (pribesedilne kazalke).

## Odnosi med delom in predlogo
Za tipologizacijo citatnih elementov se je najprej treba nasloniti na tri temeljne odnose, ki jih delo vzpostavi s svojo predlogo (opis, posnetek in prenos). Iz predloge v besedilo lahko prehajajo znaki, ki so del besedilne površine (torej jezikovnega sveta) ali pa besedilnega sveta (elementov v notranji zgradbi). Ne nazadnje pa je tu še delitev na citatne figure in citatne vrste. Prve zajemajo ali iz besedilne površine ali iz besedilnega sveta, medtem ko slednje hkrati iz obeh. 

### Opis
Je tematsko predstavljanje predlog in njihovih sestavin. Svojo predlogo podreja lastnim izraznim sredstvom, opis je v razmerju do svoje predloge metajezikovno
Primer:
»Življenje je ječa, čas v nji rabelj hudi.« →
»Lirski subjekt trdi, da je človeško bivanje omejeno in minljivo.«

### Prenos
Je poustvaritev elementov – samih na sebi ali z medsebojnimi relacijami vred – z jezikovne površine, pa tudi iz besedilnega sveta. Znaki, ki zastopajo predlogo, so ali njihove ponovitve ali njihovi indeksi. S predhodnimi označenci oz. referencami so v razmerjih vzroka in posledice ali časovno-prostorske bližine (denimo tako, da dopolnjujejo ali nadaljujejo znano zgodbo).
Primer:
Mimi Malenšek v svoj zgodovinski roman Črtomir in Bogomila prenaša osebe in dogodke iz Prešernovega Krsta pri Savici, dodaja pa jim dogajanje, osebe in prizorišča, na katere se znaki predloge sicer ne nanašajo, so pa z njo povezani vzročno-posledično, časovno, prostorsko ali personalno in jo dodatno pojasnjujejo.

### Posnetek
Novo besedilo deluje analogno ustreznim relacijam v predlogi (npr. posamezni stilemi, jezikovni slog, zgradba motivov in zgodbe). Vendar so ti posneti vzorci osvetljeni z druge perspektive in mu spreminjajo smisel in funkcijo. 
Primer:
Petanov aforizem »Slovenec Slovencu Slovenka« se – brez da bi uporabil besedi človek ali volk  prek analognih sintaktičnih relacij zaznavno nanaša na rek »Človek človeku volk«.

## Vrste kazalk

### Pribesedilne kazalke
To so naslovi, podnaslovi in epitafi, ki citirajo, parafrazirajo, variirajo, posnemajo ali aluzivno priklicujejo znane naslove, tudi ime avtorja, junaka, prizorišča, znane sentence ali pa opozarjajo na genološke ali literarnosmerne pojave, v katere sodijo predloge. 

#### V naslovu
| Metajezikovna oznaka (opis) | Prenos | Posnetek |
| --- | --- | --- |
| Vrstna navezava: Devisnke elegije (Rilke); literarnosmerna navezava: Srednjeveške balade (Menart); navezava na avtorja: Grafenauerski sonet (Fritz), Ad Župančič (Snoj) | Citat ali variacija naslova: Lepa Vida (Cankar), Antigona (Smole), Človeška komedija (Balzac), Duma 1964 (Šalamun); citatna imena osebe, prizorišča, motiva ipd.: Triptih Agate Schwarzkobler (Šeligo); opazen citat iz predloge: Oskubite jastreba (Partljič), | Imitacija načina naslavljanja: Visoška kronika (Tavčar), Omer čita Ahmedovo knjigo (Župančič), Pahljača za cesarja, njenega gospoda (Pound), Mirakel o sveti Neži (Fritz), Moja najljubša pacientka (Švabič); analogija s strukturo znanega naslova: Zmote dijaka Tjaža, (Lipuš) |

#### V podnaslovu
| Metajezikovna oznaka (opis) | Prenos | Posnetek |
| --- | --- | --- |
| Vrstne, stilne ali avtorske navezave: Slovenska politika: Dadaizem (Novačan), Čitalnica: Narodna pesem (F. Levstik), Vojaška skrivnost: Zoolingvistični mirakel v treh nizih in dveh predahih (Jovanovič), Antisong: V stilu straniščne poezije (Menart) | Citat ali variacija naslova: Bojim se dneva iz dneva v dan: kam (ko brez miru) (I. Zagoričnik);aluzija na značilen kraj ali motiv, povezan s predlogo: Sestina: Altaforte (Pound) | Imitacija historičnih oblik podnaslavljanja: Hugh Selwyn Mauberly: Življenje in stiki (Pound), Khevenhiller: Serenissimusa archiduxa Carolusa Tabornik generalkvartirmajster Khevenhiller na tlaki zida novi banski festung Carolstadium A. D. 1579 (Krleža) |

#### Epitaf/moto
| Metajezikovna oznaka | Prenos | Posnetek |
| -------------------- | --- | -------- |
| /                    | Citat iz predloge, z navedbo vira ali brez njega: Mir vam bodi. Ivan c. 20. (Janez Svetokriški); Srce je prazno, srečno ni. Prešeren (Jurčič); daljši latinski citat iz Petronijevega Satirikon pod naslovom Pusta dežela (Eliot) | /        |

### Besedilne kazalke
V glavnem besedilu na citatnost opozarjajo parajezikovne kazalke (grafične), to so npr. pisanje v narekovajih, verzalkah ali kurzivi, ločeno stavljanje vloženih besednih enot, tudi spremni stavki, ki dobesednim ali predelanim navedkom, parafrazam in imitacijam tujega govora določajo avtorja oz. vir. Vendar se medbesedilne vezi ne izkazujejo vedno tako eksplicitno. Lahko se skrivajo v govoru subjekta besedila ali književne osebe, ki bežno omeni pisatelja, naslov, ime znamenitega junaka. Ali še bolj prikrito: motnje v besedni sklenjenosti: slogovno-pomenski, jezikovni in žanrski kontrasti ali neskladja (npr. med prozno in metrično prozodijo, svobodnim verzom in alpsko poskočnico, sodobnim in historičnim stilom itd.).

#### Citatne figure
| Raven vpisa     | Prenos | Posnetek | Opis |
| --------------- | --- | --- | --- |
| Jezikovni izraz | citat (dobeseden, pretvorjen),moto, parafraza, sentenca, pregovor, reklo, frazem, emblem                  | imitacija stilema; izrazna reminiscenca (zvočna, oblikovna, besedna, skladenjska); metrični citat; stilizacija … | parafraza; medvrstična glosa; marginalija; opomba; metafikcijska digresija (kratka oznaka pisatelja, njegovega dela, stila, besedila, lit. vrste), … |
| Besedilni svet  | izposoja (osebe, motiva, dogajal. prostora); mitski (lik, zgodba ali stiuacija); topos; emblem (pictura)… | reminiscenca (motivno-tematska); oblikovno-zgradbeni citat; arhetip (situacija ali lik) …                        | / |

#### Citatne vrste
| Prenos | Posnetek | Opis                                         |
| --- | --- | -------------------------------------------- |
| cento; kontrafaktura; kontrafakt. parodija; montaža; travestija; nadaljevanja; dopolnitev; variacija na temo, motiv … | stilizacija žanra ali lit. smeri; burleska; heroikomika; karikaturna parodija; pastiš; motivno-zgodbena analogija (pripovedna aluzija) … | povzetek; kritika; interpretacija; analiza … |